# Скавкум-Крік 3
Скавкум-Крік 3 (англ. Squawkum Creek 3) — індіанська резервація в Канаді, у провінції Британська Колумбія, у межах регіонального округу Фрейзер-Велі.

## Населення
За даними перепису 2016 року, індіанська резервація нараховувала 116 осіб, показавши зростання на 7,4%, порівняно з 2011-м роком. Середня густина населення становила 73,1 осіб/км².
З офіційних мов обидвома одночасно не володів жоден з жителів, тільки англійською — 115.
Працездатне населення становило 50% усього населення, рівень безробіття — 50%.

## Клімат
Середня річна температура становить 9°C, середня максимальна – 20°C, а середня мінімальна – -3,4°C. Середня річна кількість опадів – 1 794 мм.
| Клімат поселення                              | Клімат поселення | Клімат поселення | Клімат поселення | Клімат поселення | Клімат поселення | Клімат поселення | Клімат поселення | Клімат поселення | Клімат поселення | Клімат поселення | Клімат поселення | Клімат поселення | Клімат поселення |
| Показник                                      | Січ.             | Лют.             | Бер.             | Квіт.            | Трав.            | Черв.            | Лип.             | Серп.            | Вер.             | Жовт.            | Лист.            | Груд.            |                  |
| Середній максимум, °C                         | 5,89             | 7,81             | 9,87             | 12,66            | 15,85            | 18,62            | 19,20            | 20,04            | 17,03            | 12,80            | 7,61             | 4,52             |                  |
| Середня температура, °C                       | 1,26             | 3,18             | 5,24             | 8,04             | 11,23            | 13,98            | 16,39            | 17,24            | 14,24            | 10,00            | 4,80             | 1,73             |                  |
| Середній мінімум, °C                          | −3,36            | −1,46            | 0,61             | 3,40             | 6,58             | 9,35             | 13,61            | 14,46            | 11,44            | 7,22             | 2,01             | −1,06            |                  |
| Норма опадів, мм                              | 237              | 167              | 159              | 136              | 105              | 90               | 63               | 63               | 89               | 185              | 275              | 225              |                  |
| Середньомісячна швидкість вітру, м/с          | 3.10             | 3.05             | 3.06             | 2.99             | 2.85             | 2.85             | 2.75             | 2.55             | 2.37             | 2.52             | 3.00             | 3.11             |                  |
| Середньомісячна сонячна радіація, кДж/м²·день | 3268             | 6260             | 10033            | 14982            | 18577            | 20067            | 21485            | 18410            | 13206            | 7191             | 3561             | 2531             |                  |
| --------------------------------------------- | ---------------- | ---------------- | ---------------- | ---------------- | ---------------- | ---------------- | ---------------- | ---------------- | ---------------- | ---------------- | ---------------- | ---------------- | ---------------- |
| Джерело:                                      |                  |                  |                  |                  |                  |                  |                  |                  |                  |                  |                  |                  |                  |